# Jindřich Fialka
Jindřich Fialka (6. ledna 1855 Libeň u Prahy – 8. dubna 1920 Praha-Holešovice) byl český architekt, stavitel, publicista a pedagog. Za svou architektonickou kariéru vypracoval celou řadu, především novorenesančních, návrhů staveb, především v Praze. Rovněž zastával funkci ředitele průmyslové školy v Pardubicích.

## Život

### Mládí
Narodil se v Libni v rodině Antona Fialky a jeho ženy Marie rodem Hnátkové, která se později stala součástí Prahy. Od roku 1872 studoval architekturu a stavitelství na pražské polytechnice, posléze zde působil jako asistent arch. Josefa Schulze. Absolvoval zahraniční studijní pobyt v Německu, Švýcarsku, Francii, Itálii a Nizozemsku.

### Kariéra
V letech 1883–1890 pak pracoval jako inženýr královského hlavního města Prahy, poté se stal profesorem a přednostou stavitelského odboru průmyslové školy v Praze. Roku 1891 byl jmenován vrchním stavitelem Zemské jubilejní výstavy koordinujícím výstavbu jednotlivých výstavních budov a paláců na Pražském výstavišti.
Byl autorem řady realizovaných i nerealizovaných návrhů velkých staveb, především na území Prahy. Vedle toho čile přispíval do architektonických časopisů, vypracoval také několik desítek hesel o architektuře a stavitelství v Ottově slovníku naučném pod značkou Fka. Byl členem Svazu architektů a inženýrů.
V 90. letech 19. století se s rodinou přesunul do Pardubic, kde přijal místo ředitele zdejší průmyslové školy. Jakožto architekt zpracoval také návrh podoby její nové budovy dokončené roku 1899. Zde působil do roku 1913, poté se vrátil zpět do Prahy.

### Úmrtí
Jindřich Fialka zemřel 8. dubna 1920 v Praze-Holešovicích ve věku 65 let. Pohřben v rodinné hrobce na Libeňském hřbitově.

### Rodinný život
Jindřich Fialka se asi roku 1880 oženil s o tři roky mladší Annou, rozenou Hörbingerovou. Celkem spolu počali čtyři děti, z nichž tři se dožily dospělosti.

## Dílo
- Městské divadlo, Wilsonova, Slaný (1882–1883)
- Společenský sál Žofín, Slovanský ostrov, Praha–Nové Město (1885)
- Obytný dům čp. 100/XIX., Praha-Bubeneč (1885–1887)
- Letenská vodárenská věž, Praha-Bubeneč (1887–1888)
- Zeměbranecká kasárna, Pohořelec čp. 121/IV., Praha–Hradčany (1890–1893)
- Pavilon hl. města Prahy na Jubilejní výstavě, Pražské výstaviště, Praha-Holešovice (1891)
- Staroměstská tržnice, Rytířská čp. 406/I., Praha-Staré Město (1892–1896)
- Návrh budovy městského divadla v Pardubicích (1893, nerealizováno)
- Vychovatelna Louisy a Aloise Olivových pro opuštěné a zanedbané děti (tzv. Olivovna), Olivova čp. 108, Říčany (1896)
- Budova Vyšší průmyslové školy, Pardubice (1898–1899)

## Galerie

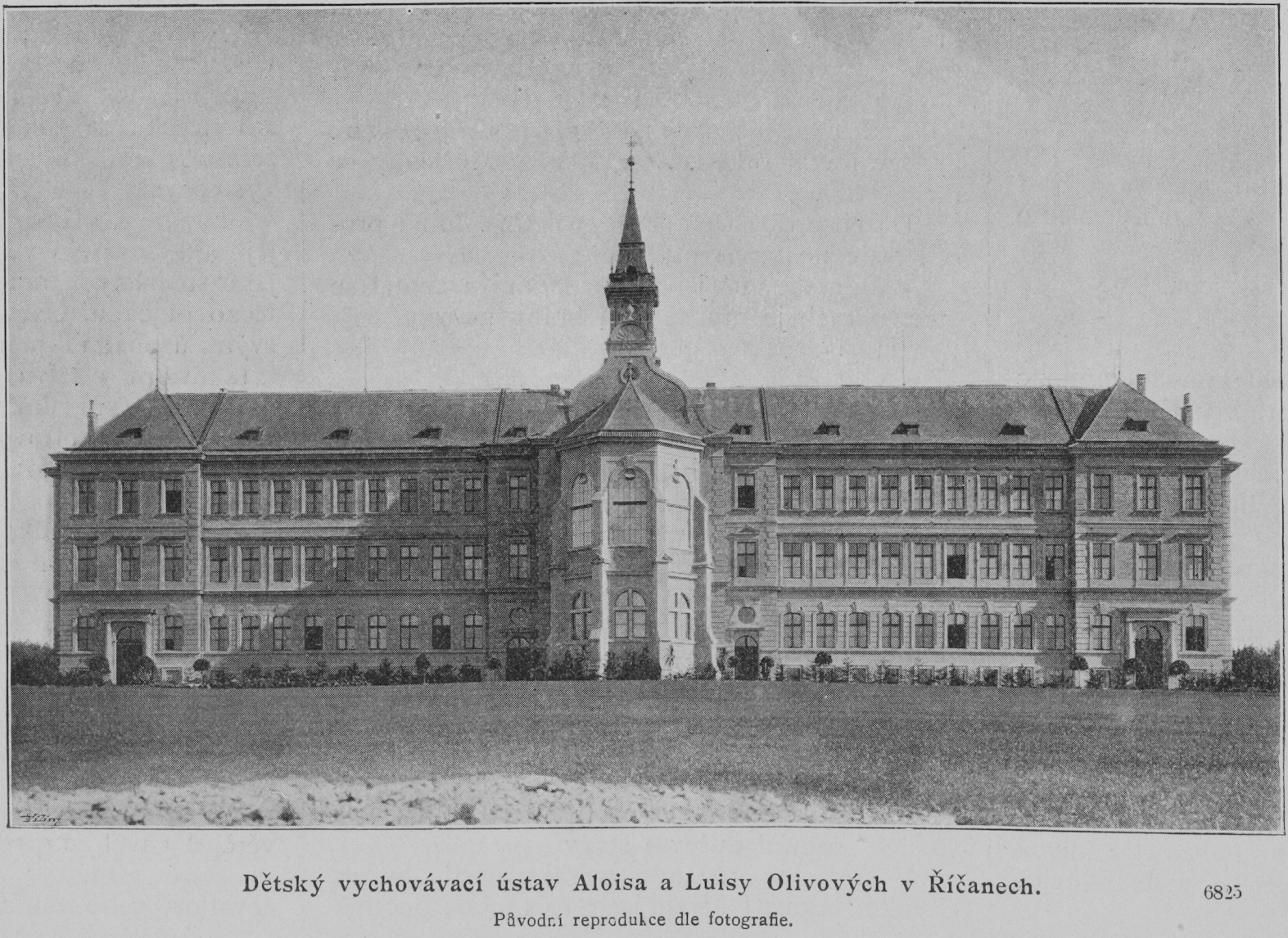
Vychovatelna Louisy a Aloise Olivových pro opuštěné a zanedbané děti (Olivovna), Říčany
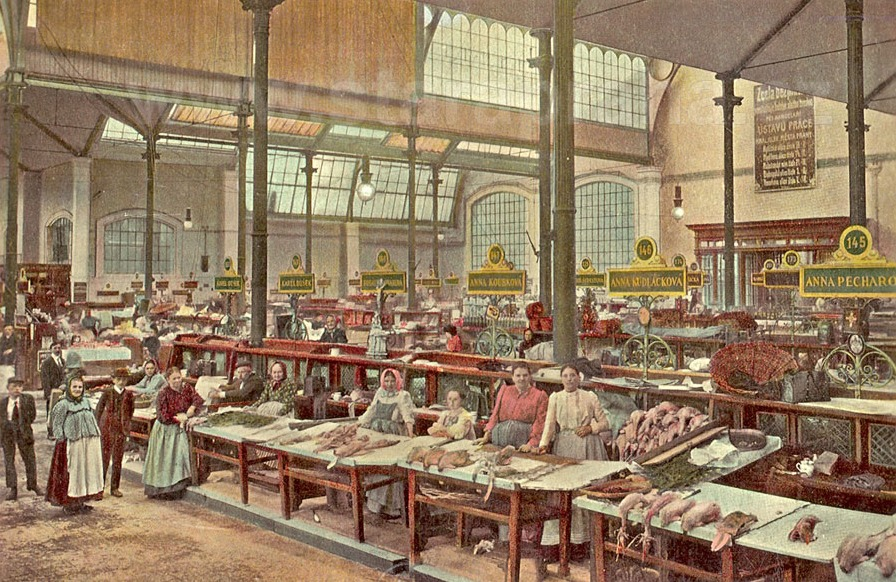
Interiér Staroměstské tržnice koncem 19. století, Praha-Staré Město
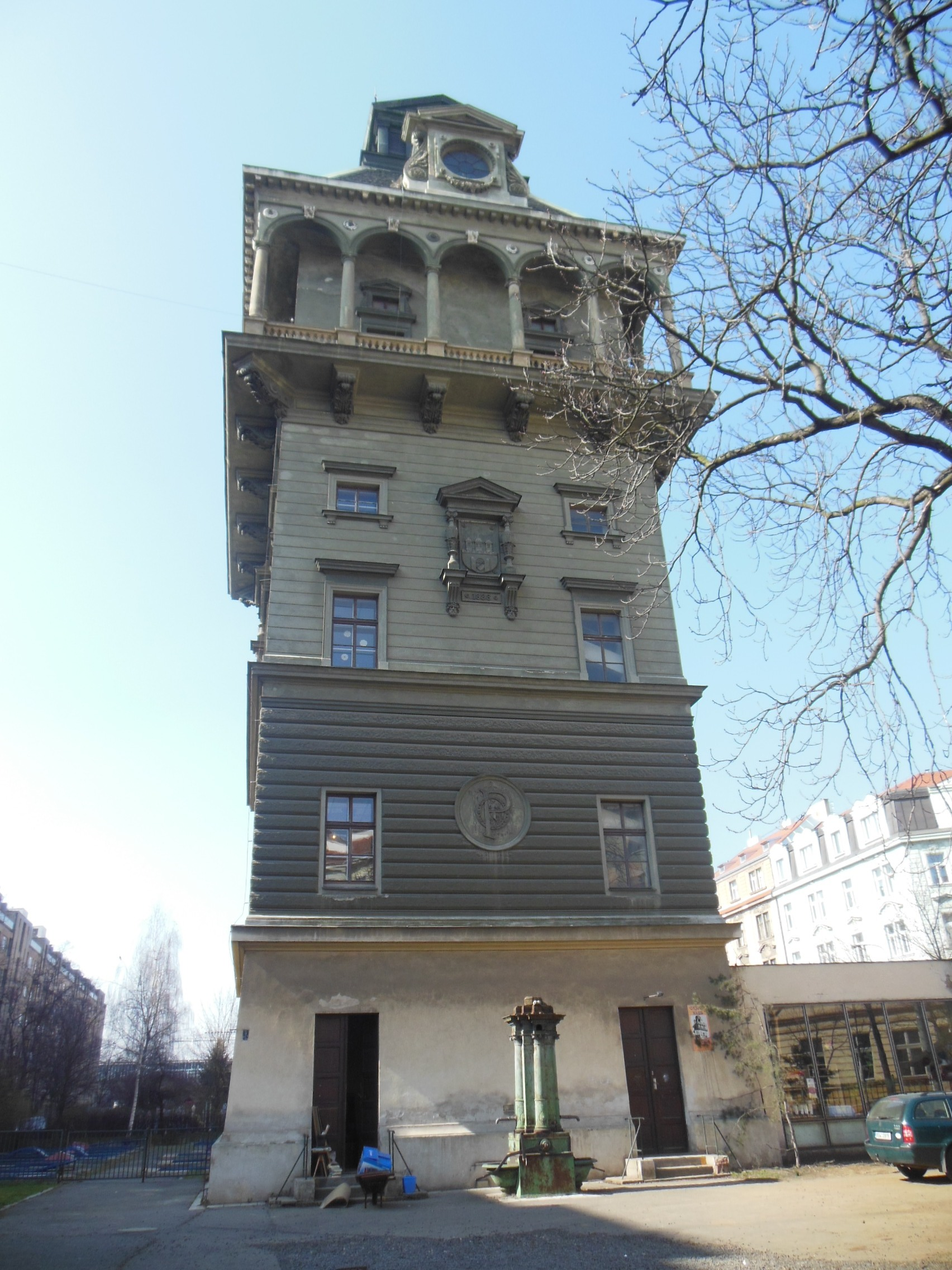
Letenská vodárenská věž, Letná, Praha
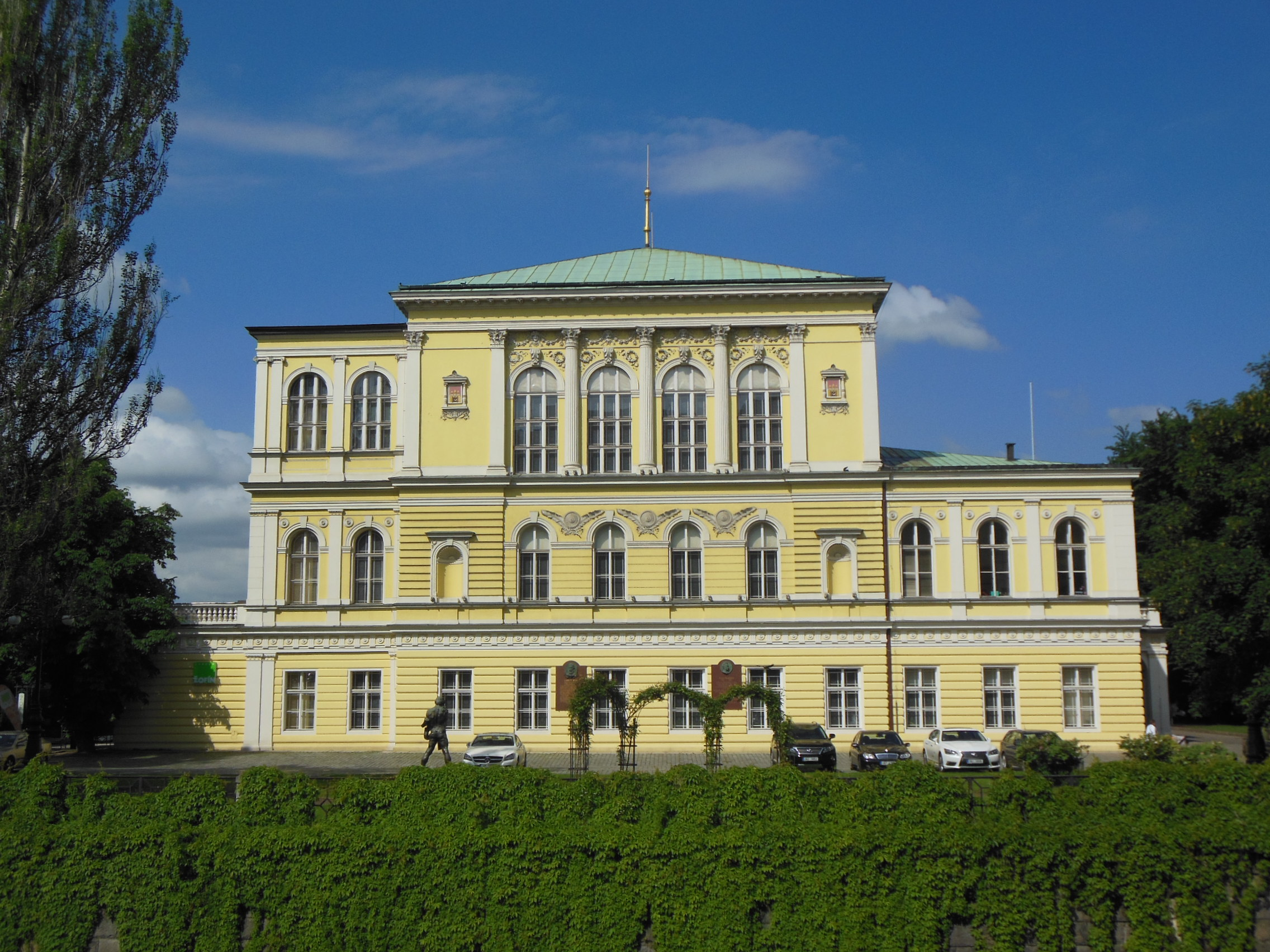
Palác Žofín, Praha
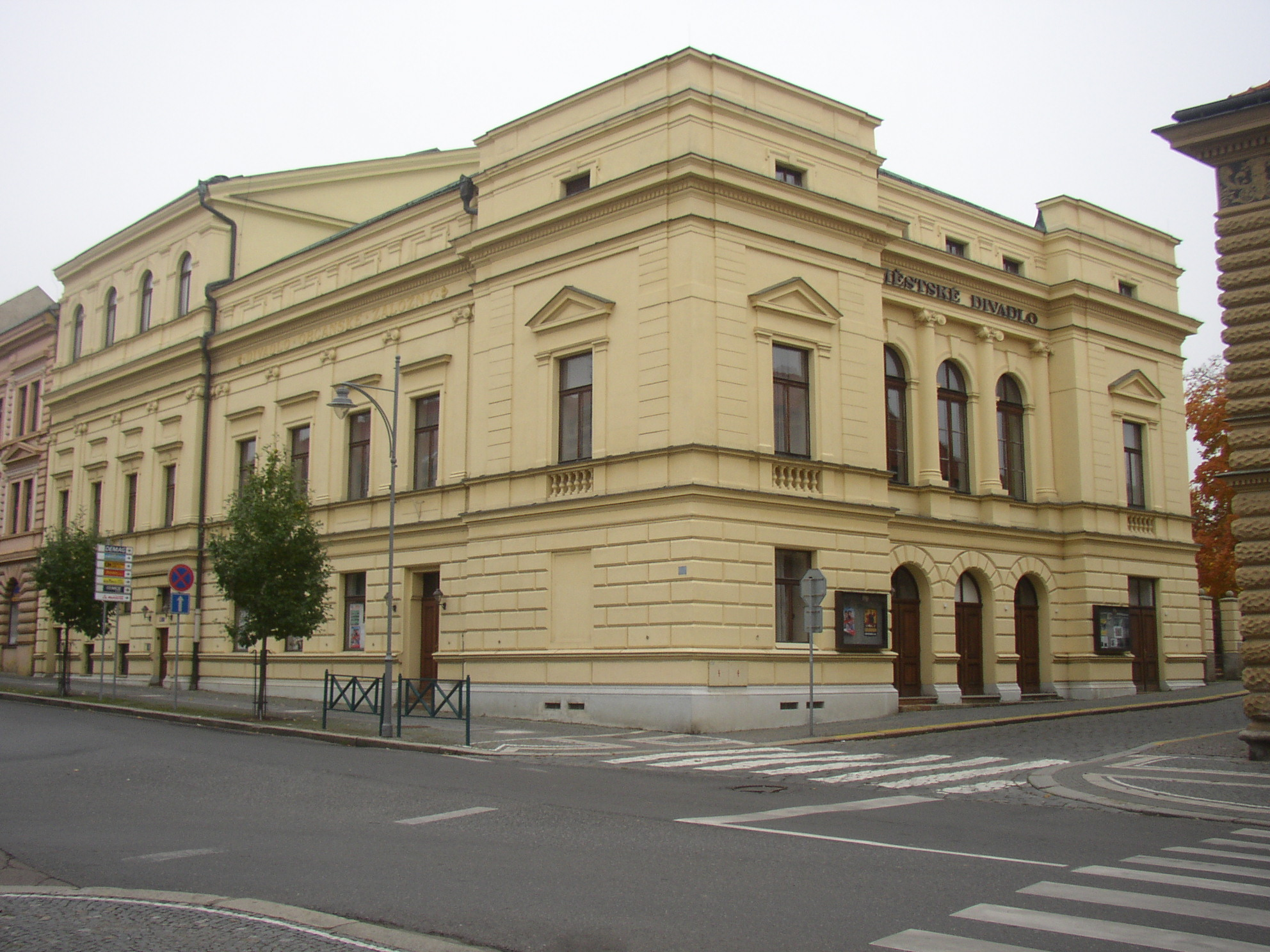
Městské divadlo, Slaný